# سنجش از دور در باستان شناسی
تکنیک‌های سنجش از دور در باستان‌شناسی جزئی مهم و در حال پیشرفت از مجموعه ابزار فنی و روش‌شناختی موجود در تحقیقات باستان‌شناسی هستند. استفاده از تکنیک‌های سنجش از دور به باستان‌شناسان اجازه می‌دهد تا داده‌های منحصربه‌فردی را کشف کنند که با استفاده از تکنیک‌های سنتی کاوش‌های باستان‌شناسی غیرقابل دستیابی هستند.

## تکنیک‌های عمومی
روش‌های سنجش از دور که در تحقیقات باستان‌شناسی به کار می‌روند عبارتند از:
- تصویربرداری هوایی، پهپاد و ماهواره ای
  - عکاسی هوایی
    - سنسورهای چند طیفی و فراطیفی
    - اسکنر چندطیفی مادون قرمز حرارتی (TIMS)
    - عکاسی فروسرخ (CIR)
    - رادار مایکروویو

  - تصویربرداری ماهواره ای
    - ارتفاع سنج لیزری یا تشخیص نور و محدوده (LIDAR)
    - رادار دهانه ترکیبی (SAR)
    - تداخل‌سنجی رادار دهانه ترکیبی (INSAR)

برای تصویربرداری باستان‌شناسی از روش‌های ژئوفیزیک زمینی مانند رادار زمین‌نفوذ و مغناطیس‌سنجی نیز استفاده می‌شود. اگرچه این‌ها گاهی به عنوان سنجش از دور طبقه‌بندی می‌شوند، اما معمولاً به عنوان رشته‌ای جداگانه در نظر گرفته می‌شوند.